# Venarotta
Venarotta ist eine italienische Gemeinde (comune) mit 1884 Einwohnern (Stand 31. Dezember 2023) in der Provinz Ascoli Piceno in den Marken. Die Gemeinde liegt etwa 8,5 Kilometer ostsüdöstlich von Ascoli Piceno und gehört zur Comunità Montana del Tronto.

## Gemeindepartnerschaften
Venarotta unterhält eine Partnerschaft mit der französischen Gemeinde Lantriac im Département Haute-Loire.